# Geothlypis beldingi
Geothlypis beldingi là một loài chim trong họ Parulidae.